# Comisia pentru Condiția Femeilor
Comisia pentru Condiția Femeilor este organismul interguvernamental principal care promovează egalitatea de gen. Toate acțiunile Comisiei au sprijinul UN Women, organismul sub egida căruia funcționează.
== Scurt istoric ==   
Comisia pentru Condiția Femeilor a fost înființată prin rezoluția Consiliului Economic și Social al ONU, în data de 21 iunie 1946, pentru a servi drept instrument în promovarea drepturilor femeilor și în documentarea experiențelor acestora din viața de zi cu zi.

## Componența Comisiei pentru Condiția Femeilor
Comisia pentru condiția femeilor are în componența sa:
- reprezentanți ai statelor membre ONU
- reprezentanți ai organizațiilor societății civile
- reprezentanți  ai entităților ONU

## Domenii de acțiune

### Cum lucrează Comisia pentru Condiția Femeilor
Sesiunea anuală a Comisiei durează două săptămâni. În cadrul acesteia, Comisia facilitează întrunirea reprezentanților statelor membre ale ONU, organizațiilor societății civile și entităților ONU. Principalul subiect al discuțiilor îl reprezintă nivelul de implementare a Platformei de acțiune de la Beijing (1995).
Până acum au avut loc 62 de sesiuni, urmând ca în anul 2018 să aibă loc cea de a 63-a sesiune. Tema principală la cea de a 63-a sesiune va fi provocările și oportunitățile în ceea ce privește egalitatea de gen și împuternicirea femeilor și fetelor din mediul rural.
În cadrul fiecărei sesiuni, Comisia are următoarele roluri:
- Reafirmă și consolidează angajamentul politic în domeniul egalității de gen
- Evaluează progresele în domeniul egalității de gen
- Propune o temă prioritară spre dezbatere
- Evaluează progresul statelor membre în respectarea angajamentelor cu privire la principiul egalității de gen
- Favorizează gender mainstreaming în statele membre ONU
- Adoptă concluziile și rezoluțiile

### Temele principale ale Comisiei pentru Condiția Femeilor pentru perioada 2010-2019
Printre temele abordate de Comisia pentru Condiția Femeilor la sesiunile anuale se numără:
- Accesul și participarea femeilor și a fetelor la educație, formare, știință și tehnologie, inclusiv pentru promovarea accesului egal al femeilor la ocuparea integrală a forței de muncă și munca decentă
- Eliminarea tuturor formelor de discriminare și violență față de copilul fată

- Abilitarea femeilor din mediul rural și rolul lor în eradicarea sărăciei și a foametei, dezvoltarea și provocările actuale.

- Finanțarea pentru egalitatea de gen și abilitarea femeilor

- Eliminarea și prevenirea tuturor formelor de violență împotriva femeilor și fetelor.

- Tema revizuită: Împărțirea egală a responsabilităților între femei și bărbați, inclusiv îngrijirea în contextul HIV / SIDA, de la cea de-a 53-a sesiune a Comisiei.

- Provocări și realizări în implementarea Obiectivelor de Dezvoltare ale Mileniului pentru femei și fete.

- Abilitarea femeilor și legătura cu dezvoltarea durabilă, de la cea de-a 60-a sesiune a Comisiei.